# British Empire Michelin Cup
Der British Empire Michelin Cup war ein Ausdauer- (British Empire Michelin Cup No. 1) und Geschwindigkeitsflugwettbewerb (British Empire Michelin Cup No. 2) zu Beginn des 20. Jahrhunderts in England. Die Veranstaltung erregte großes Aufsehen.
Erster Sieger der ersten Veranstaltung, für die Flüge bis zum 31. März 1910 gewertet wurden, war John Moore-Brabazon, der am 1. März 1910 mit einem Short Doppeldecker eine Strecke von 31 km bei einer Durchschnittsgeschwindigkeit von 60 km/h geflogen war.
Die zweite Ausdauerveranstaltung am 31. Dezember 1910 gewann Samuel Franklin Cody mit einer Distanz von 298 km in 4 Stunden 47 Minuten. Cody siegte auch beim ersten Geschwindigkeitswettbewerb am 11. September 1911.